# Viticulture biodynamique
Ne doit pas être confondu avec Viticulture biologique.
 (octobre 2020).
- Si vous ne connaissez pas le sujet, laissez ce bandeau (vous pouvez alors contacter les auteurs).
- Si vous supprimez le contenu mis en cause (vous pouvez préalablement contacter les auteurs),

argumentez précisément cette suppression dans la page de discussion
(un manque de référence n'est pas un argument ; une recherche réelle de référence doit avoir été effectuée, être formellement documentée).
La viticulture biodynamique est une approche de la culture de la vigne fondée sur les principes de l'agriculture biodynamique, issue de l'anthroposophie. Les raisins cultivés en biodynamie peuvent être vinifiés selon ces mêmes principes et donner un « vin biodynamique ».
Comme l'ensemble de l'agriculture biodynamique, elle est sujette à controverse en raison de son origine anthroposophique et de la validité scientifique de ses pratiques.
La viticulture biodynamique repose sur un système de production caractérisé par une approche ésotérique holistique et sensible du vivant (le domaine viticole est perçu comme un organisme), l'utilisation de substances dynamisées (préparations biodynamiques) à des doses homéopathiques et l'attention portée aux rythmes de la Lune et des planètes.
La viticulture biodynamique demeure considérée par la plupart des scientifiques, agronomes et épistémologues comme une simple mode mystique ou un argument de marketing.

## Historique
La pratique de la biodynamie dans la viticulture devient très populaire à partir des années 2000 dans plusieurs régions viticoles, dont la France, la Suisse, l'Espagne, l'Italie, l'Autriche, l'Allemagne, l'Australie, la Nouvelle-Zélande, le Chili, l'Afrique-du-Sud, le Canada et les États-Unis,.
Cette expansion est favorisée par la prises de position de deux critiques anglo-saxons influents dans le monde du vin, Robert Parker et Jancis Robinson. Robert Parker met en exergue dans les comptes rendus de ses dégustations les domaines qui pratiquent la biodynamie, ou en proposant un filtre de recherche mettant en avant les vins biodynamiques. Il conduit lui-même un vignoble de l'Oregon en biodynamie, dont il est propriétaire avec son beau-frère. Sa collègue, l'anglaise Robinson, se déclare, elle aussi, favorable à la biodynamie. Confrontée aux critiques, elle réplique : « Si les producteurs sont contents des résultats, même mystifiés, pourquoi ne pas les laisser continuer ? ».
En France, en 2020, la viticulture biodynamique progresse et représente 1,4% du vignoble français, soit 10 700 hectares et 609 domaines certifiés. Elle est principalement présente en Alsace avec 74 domaines, dans le bordelais (65 domaines), et dans les vignobles du Sud de la France. Parmi eux, Gérard Bertrand est le plus grand propriétaire et promoteur de la biodynamie, avec 15 domaines qui totalisent 920 ha cultivés selon cette méthode. En 2019, l'une de ses cuvées a remporté le prix du « meilleur vin rouge du monde ». Il explique au journal Le Monde en 2018 que « La biodynamie, les gens croyaient que c’était une secte. Beaucoup pensent maintenant que c’est la référence ». Des domaines parmi les plus prestigieux en France pratiquent la biodynamie, comme la Romanée Conti, Château Palmer.

## Système agricole

Analyse pédologique d'un vignoble

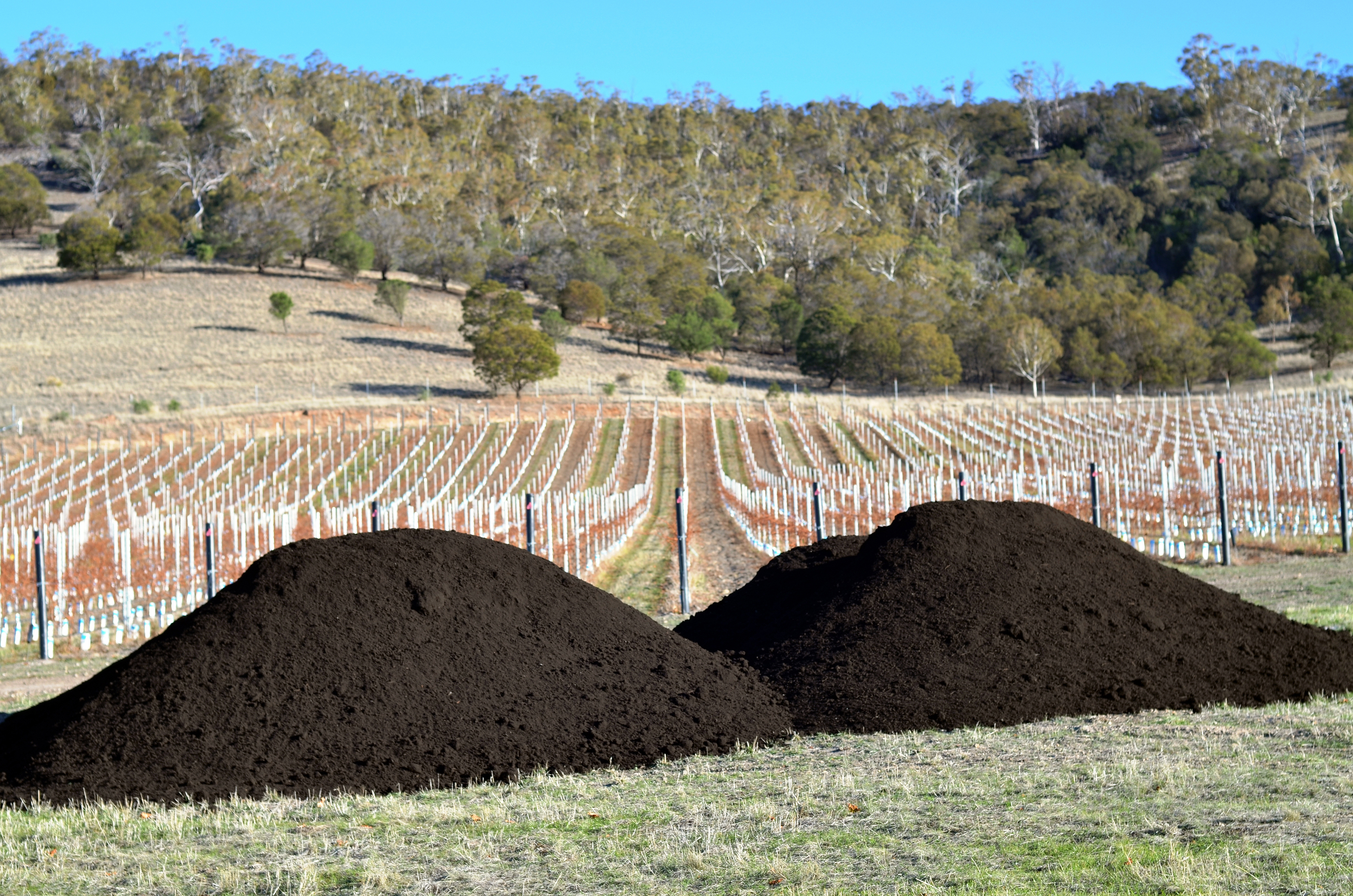
Tas de compost pour fumer le sol

La viticulture biodynamique est une application de l'agriculture biodynamique à la culture de la vigne. Cette méthode de culture peut être regardée comme une forme d'agriculture biologique. Le domaine viticole est conçu comme un organisme vivant, avec une importance particulière donnée à la biodiversité, à l'influence des corps céleste (Lune, planètes), ainsi que l'utilisation de préparations spécifiques à base de bouse de vache, de plantes et de minéraux qui sont utilisées sur les sols, les cultures et dans le compost. Ces préparations sont utilisées à faibles doses, qui peut être comparé à l'usage de l'homéopathie en médecine humaine, mais conserve, dans la bouse de corne notamment, une part de substances actives biologiquement. 
Pour ses adeptes, « l'être humain se situe entre la terre et les rythmes du cosmos, faisant le lien entre le monde spirituel et le monde matériel. L'être humain, le sol, les plantes et tous les éléments naturels et cosmiques s'insèrent dans la vision holistique typique de l'agriculture biodynamique ».

Les raisins récoltés peuvent ensuite être vinifiés selon les principes du cahier des charges Demeter pour donner un vin biodynamique.
Pour mener un vignoble en biodynamie, il faut tout d'abord que celui-ci soit cultivé en agriculture biologique (préparation du sol sans labour, utilisation de compost, etc.). Il faut rappeler que ces pratiques se sont déjà révélées efficaces aussi bien sur la structure du sol, que sur la flore et la faune du sol ou bien encore sur le contrôle des maladies. Une efficacité qui est due tant aux ajouts de matières organiques qu'à la réduction de la densité du sol. Il est à souligner que ces techniques agricoles, dont l'intérêt est vérifié scientifiquement, ne doivent rien au mysticisme de la biodynamie.
Celle-ci en profite pourtant pour revendiquer une certaine crédibilité scientifique. Ce que dénoncent ses contradicteurs qui considèrent que si les vignes conduites en biodynamie résistent généralement bien aux infections et aux maladies, cela est dû uniquement au temps de travail et à l'attention que leur portent les propriétaires ou leur personnel. De plus, ils nient tout effet aux préparations ésotériques de Steiner et ne voient dans ces pratiques empiriques qu'un « assemblage de fadaises ». Pourtant, certains adeptes n'hésitent pas à utiliser des analyses pédologiques du sol ou chimiques comme la chromatographie. Mais les résultats de celles-ci restent cantonnés à des interprétations non testables scientifiquement.

### Pratiques spécifiques en viticulture biodynamique

#### Relation personnelle et sensible avec la plante

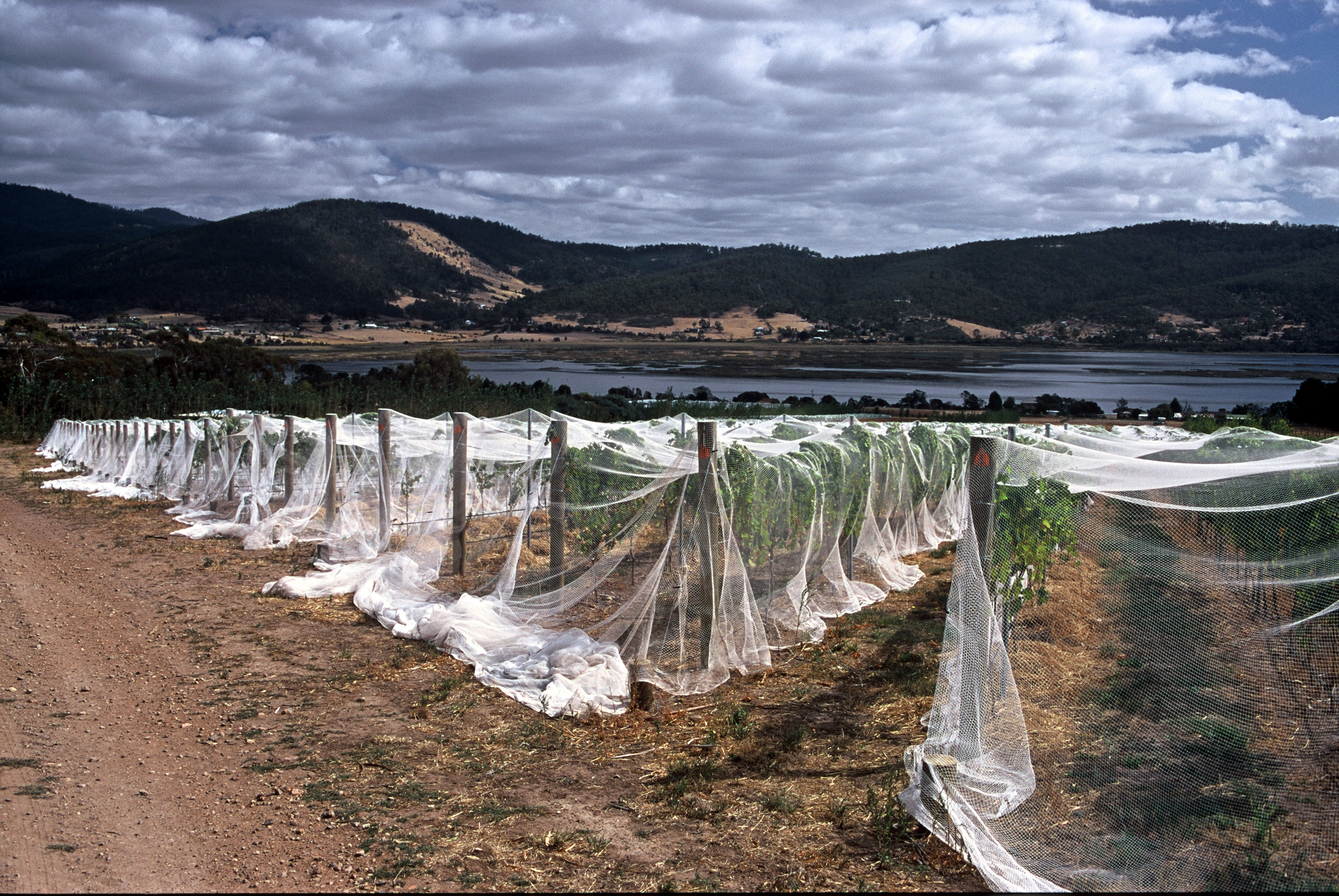
Protection du vignoble par un filet
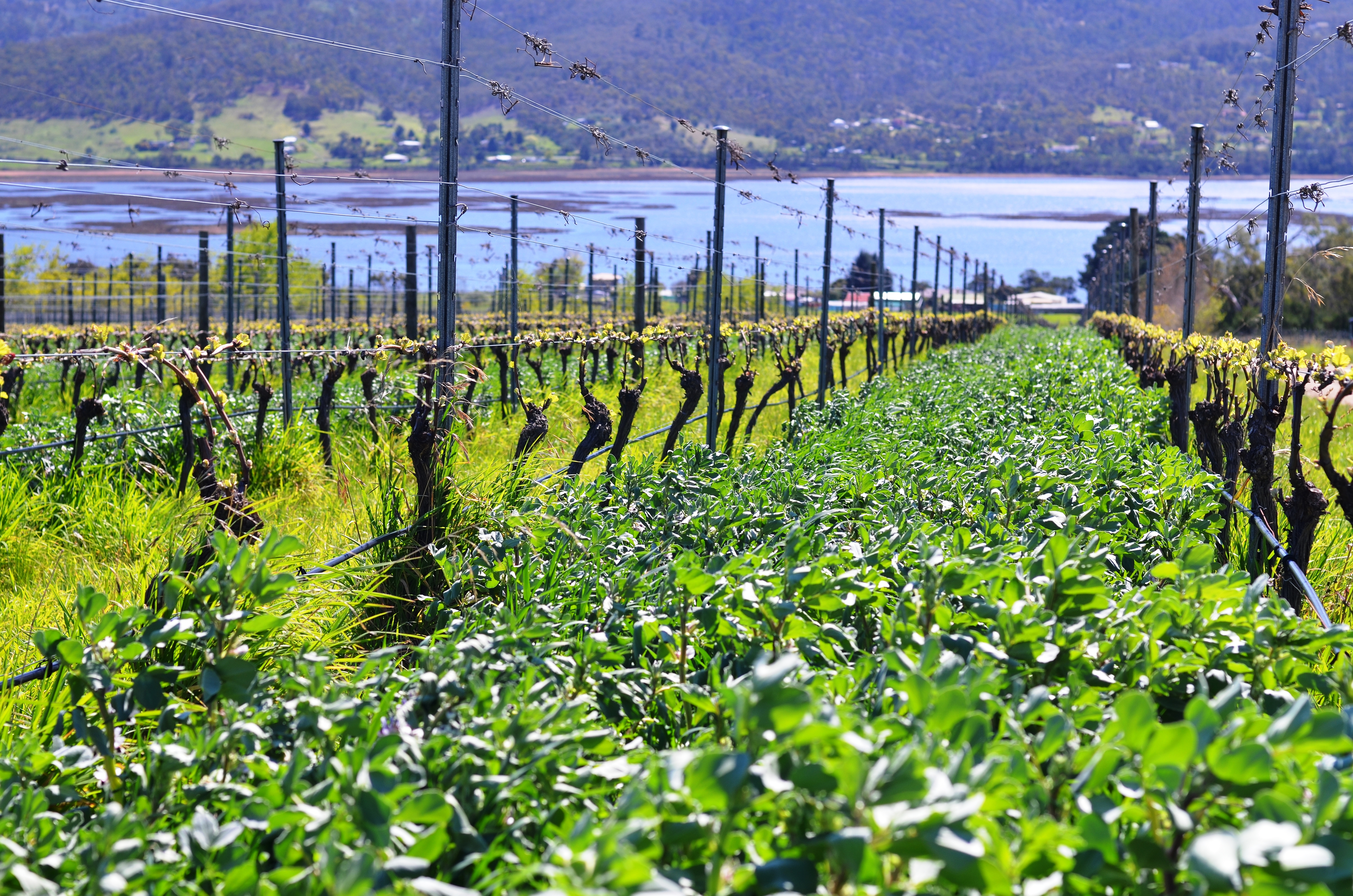
Plantation de fèves entre les rangées de vignes
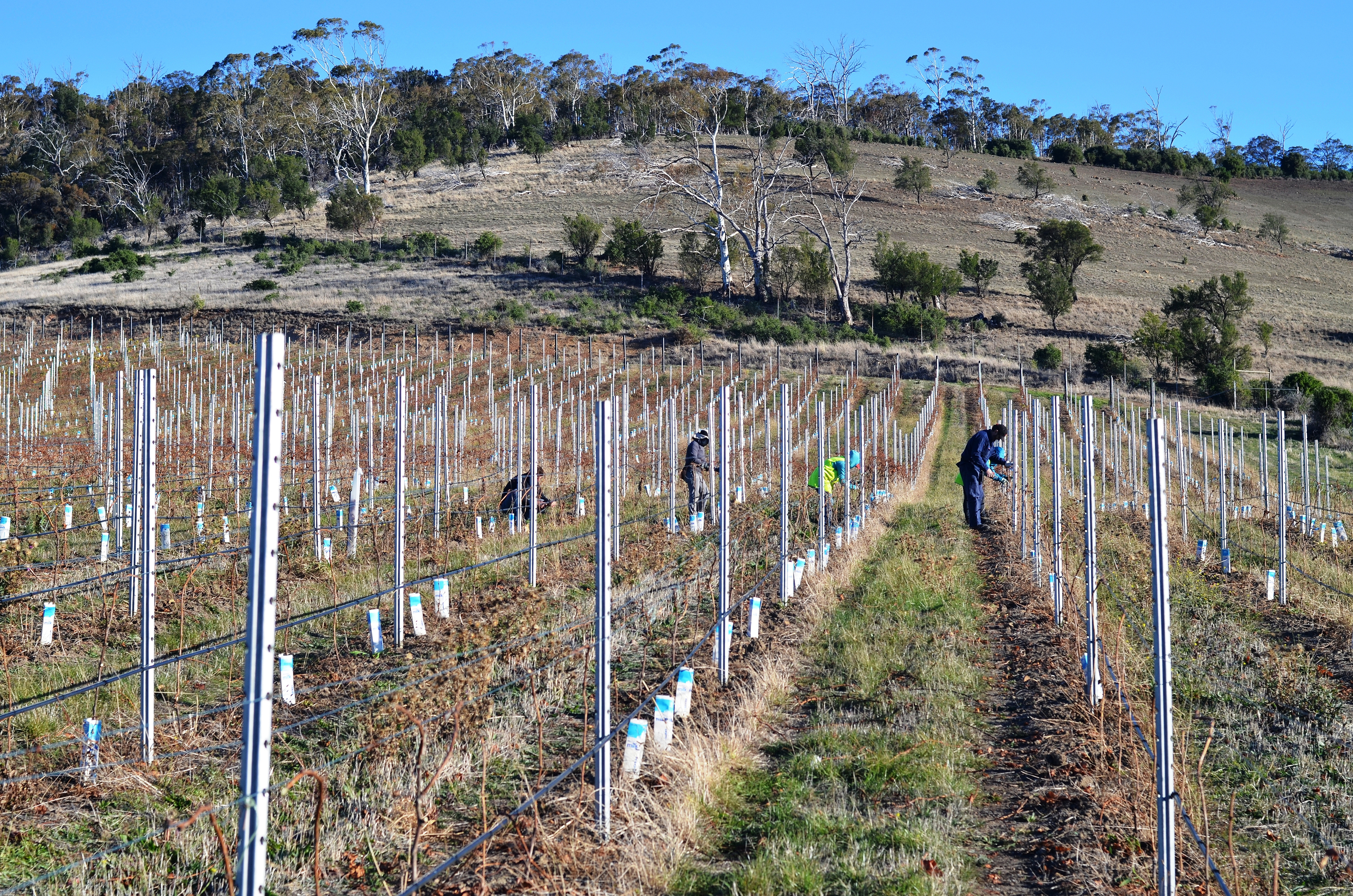
Protection des jeunes plants de vigne contre les rongeurs
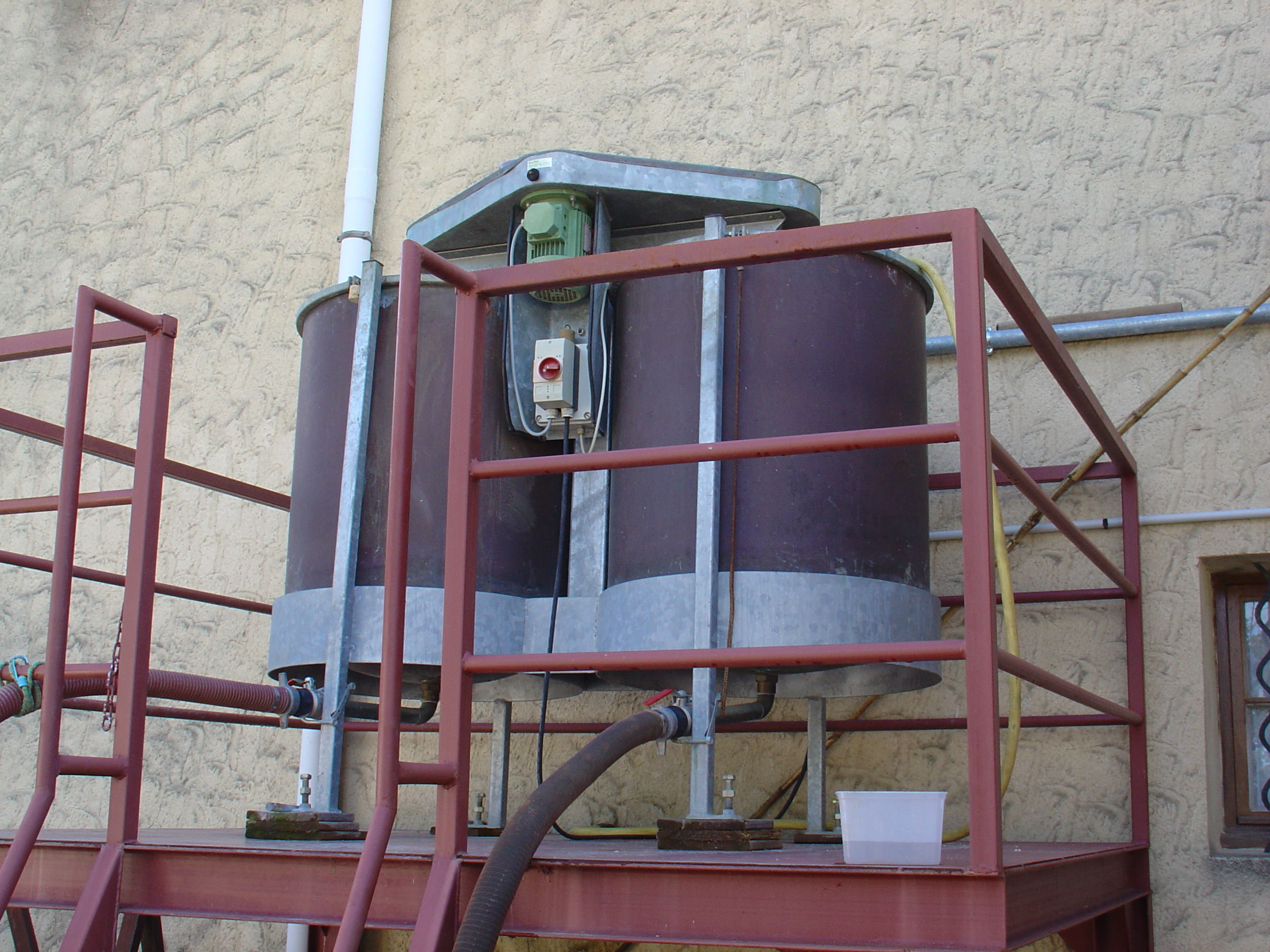
Dynamiseurs mécaniques au Château de Romanin à Saint-Rémy-de-Provence

La biodynamie fait appel à une vision organiciste et holistique du domaine agricole, où l'humain (le vigneron) joue un rôle central par sa capacité d'observation, de compréhension et d'action avec les êtres vivants qui l'entourent. D'après les observations de terrain du sociologue Jean Foyer avec un groupe de vignerons en Anjou, les biodynamistes font appel à une pluralité de savoirs dans leurs gestes quotidiens : savoirs scientifiques, paysans, ésotériques, (supra)sensibles ou expérientiels. Ces savoirs tiendraient ensemble dans une sorte de syncrétisme structuré par une pensée de type analogique, le curseur variant plus ou moins du côté sensible ou suprasensible selon les vignerons, sans limite nette. 
Dans une autre étude, Jean Foyer montre que les relations de soin (notion de care, sous-entendu dans l'article comme le double sens de «faire attention à» et de «prendre soin de»), de compagnonnage, voire spirituelles sont au centre de la relation que les vignerons entretiennent avec les non-humains qui les entourent, plus particulièrement les plantes. Cette posture est en rupture avec la relation utilitariste et matérialiste de notre société industrielle. Ainsi, « [Il semble] fondamental de souligner que des agricultures alternatives comme la biodynamie explicitent et encouragent d’autres visions du végétal, du vivant et du monde où l’agentivité du végétal n’est pas un non-sens, au contraire. Ces agricultures alternatives, que ce soit sur le plan théorique ou sur le plan des pratiques, s’avèrent équipées pour ouvrir leurs praxis au care et au compagnonnage ». L'étude fait également mention que pour certains pratiquants "les perceptions et les formes de communication prennent une dimension spirituelle, quand il s’agit d’entrer en contact avec les «esprits du lieu» ou les «êtres élémentaires»". Il est aussi fait mention de formation avec une majorité d’agriculteurs et de viticulteurs, sur le domaine de l’un d’entre eux. Les ateliers suivant un protocole d'exercices de "mise en condition qui servent à apaiser le mental, en observant et en calmant ses pensées, tout en essayant de prendre conscience des différentes dimensions physiques, éthériques, astrale ou spirituel du corps".

## Évaluations scientifiques
L'agriculture biodynamique dans son ensemble est controversée, notamment concernant l'effet des préparations biodynamiques. Si certaines études n'observent pas ou peu d'effets de la biodynamie et sur le sol et/ou les vignes, d'autres études observent une meilleure qualité des vins issus de la biodynamie ainsi qu'une meilleure diversité microbienne dans les sols.  
Dans une synthèse précédente, Castellini et al. (2017) dressent un panorama du secteur de la viticulture biodynamique, tout en soulignant le manque de connaissances concernant, principalement, le concept et l'étiquette de l'agriculture biodynamique.  

### Influence sur la diversité microbienne des sols
Une étude publiée en 2020 portant sur plusieurs vignobles en Bourgogne suggère que les préparations biodynamiques ont un effet équilibrant sur la diversité fonctionnelle microbienne dans des conditions du sol différentes, et que ces effets peuvent augmenter avec le nombre d’années d’application. Cet effet équilibrant (ou stabilisateur) a également été observé pour la bouse de corne en 2020 dans le cadre d'un essai en laboratoire
Une autre étude (2020) analyse les communautés fongiques dans plus de 350 échantillons de sols de vignobles aux États-Unis et en Espagne, et conclut que les pratiques viticoles déterminent la composition et la structure des écosystèmes fongiques : les communautés fongiques favorisées par la gestion biodynamique peuvent ressembler à une structure communautaire proche de celle des environnements sauvages basés sur la coopération, par opposition à l’environnement hautement spécialisé que l’on trouve dans les vignobles cultivés de manière conventionnelle. Les échantillons en gestion biologique ayant tendance à présenter des valeurs intermédiaires entre les échantillons conventionnels et biodynamiques.
Les chercheurs de l'université de Geisenheim ont également montré, dans une publication de 2020, que le traitement biodynamique favorise une faible densité du sol ainsi que le taux de carbone organique dans le sol, en comparaison des modalités biologiques et conventionnelles. Une biodiversité plus importante de plantes dans la couverture végétale a également été observée.

### Défenses naturelles de la vigne
Une étude de l'INRA publiée dans la revue Scientific Reports en 2018 montre que des vignes conduites en biodynamie répondent différemment au climat et aux pathogènes que des vignes en gestion conventionnelle. Les vignes en biodynamie ont plus de pathogènes (comme le mildiou et l'oïdium, parmi les principaux) que celles conduites en viticulture conventionnelle, et ont donc une amplitude de réponse des plantes aux stress climatiques, aux variations saisonnières et aux attaques de pathogènes plus élevée,. 
En revanche, cette étude n'a pas pu inclure de modalité sur des vignes en agriculture biologique pour comparaison, si bien que l'auteur note qu'« à ce jour, aucune étude scientifique n’a montré d’avantage de la biodynamie par rapport au bio classique »,.

## Certification
En France, il existe deux organismes chargés de la certification de la viticulture biodynamique : Demeter et Biodyvin. En 2021, près de 9 000 fermes et entreprises sont certifiées Demeter dans 65 pays, dont plus de 1 000 en France.

## Controverses et critiques

### Irrationalité et mysticisme
La viticulture biodynamique demeure considérée par la plupart des scientifiques, agronomes et épistémologues comme une simple mode mystique ou un argument de marketing.

## Sources

### Ouvrages traitant de viticulture biodynamique
- Nicolas Joly, Le Vin du ciel à la terre : La Viticulture en biodynamie, Paris, Libre & Solidaire, 2019, 365 p. (ISBN 978-2-37263-055-9)
- Christelle Pineau, La corne de vache et le microscope : Le vin "nature", entre sciences, croyances et radicalités, Paris, La Découverte, février 2019, 248 p. (ISBN 978-2-348-04174-7)
- Aurore Messal, La biodynamie, la vigne et le vin, Paris, Éditions Féret, juin 2012, 47 p. (ISBN 978-2-35156-103-4)
- Jean-Michel Florin (dir.) (préf. Lalou Bize-Leroy), Viticulture biodynamique : Nouvelles voies pour la culture de la vigne, Goetheanum & MABD, 2020, 243 p. (ISBN 978-2-913927-57-5)
- Pierre Guigui, Vin et biodynamie, une philosophie de vie : rencontre avec des vignerons engagés, Rennes, Éditions Apogée, 2020, 132 p. (ISBN 978-2-84398-643-7 et 2-84398-643-5, OCLC 1197600540, lire en ligne)
- François Bouchet, Cinquante ans de pratique et d'enseignement de l'agriculture bio-dynamique : comment l'appliquer dans la vigne, Paris, Deux versants éd, 2003, 192 p. (ISBN 2-9515395-8-4 et 978-2-9515395-8-7, OCLC 470203778, lire en ligne)

### Essais critiques
- Michel Onfray, Cosmos : Une ontologie matérialiste, Paris, Flammarion, coll. « Docs, témoignages », mars 2015, 528 p. (ISBN 978-2-08-129036-5), « Théorie du fumier spirituel ».
- Olivier Humbrecht et Thierry Weber, Michel Onfray... le vin mauvais?, Montbéliard, Éditions Tonnerre de l'Est, coll. « Grappillages », septembre 2017, 64 p. (ISBN 978-2-9540316-5-1)Publié en réaction à l'ouvrage d'Onfray

### Bandes dessinées
- Étienne Davodeau, Les Ignorants : récit d'une initiation croisée (bande-dessinée), Paris, Futuropolis, octobre 2011, 219 p. (ISBN 978-2-7548-0382-3)
- Jean-Benoît Meybeck, Cosmobacchus, trois tomes (bande-dessinée). Eidola éditions. 2 février 2018. site officiel

### Films et documentaires
- La Clef des Terroirs, un film de Guillaume Baudin. Documentaire de 1h 22min (2011)
- Leçon de biodynamie, un film de Philippe Gasnier, 52min (2015)